# リタ・バルベラ
マリア・リタ・バルベラ・ノーリャ（スペイン語: María Rita Barberá Nolla, 1948年7月16日 - 2016年11月23日）は、スペイン・バレンシア出身の政治家。国民党(PP)所属。1983年から2015年までバレンシア州議会議員を務め、同時に1991年から2015年までバレンシア市長を務めた。2015年から2016年の死去時までスペイン国会上院議員を務めた。1995年から2003年までスペイン自治体・県連盟(FEMP)会長を務めた。

## 両親
母親はセラミック工場を興したミゲル・ノーリャの子孫かつ工場の相続人であり、父親のホセ・バルベラ・アルメーリェスはエル・コレオ・ガリェゴ紙でディレクターを務めたジャーナリストである。父親はバレンシア記者協会で30年以上も会長を務め、バレンシア市議会議員も務めた。

## 経歴

### 政界進出前
1948年7月16日にバレンシアに生まれた。バレンシア大学経済学部で学び、政治学・経済学・経営学の学位を取得した。マドリード・コンプルテンセ大学ではジャーナリズムを学び、情報学の学位を取得した。ラジオ・バレンシアでジャーナリストとして働いた。

### バレンシア市長
1987年から1990年には国民同盟(AP)バレンシア州支部長を務めた。1991年、スペイン社会労働党(PSOE)のクレメンティーナ・ロデナスの後任としてバレンシア市長に就任した。1995年にはア・コルーニャ市長のフランシスコ・バスケス・バスケスからスペイン自治体・県連盟(FEMP)会長の座を引き継ぎ、2003年にバスケス・バスケスに引き継ぐまで8年間会長を務めた。
1995年-1999年（2選）、1999年-2003年（3選）、2003年-2007年（4選）、2007年-2011年（5選）、2011年-2015年（6選）と、6期24年にわたってバレンシア市長を務めた。バレンシア市長の座にあった2008年スペイン議会総選挙時には、国会議員に転身するという提案を断っている。
バレンシア育ちであるものの、現地語であるバレンシア語（カタルーニャ語の方言）ではなくスペイン語を使っていた。2015年に同市の火祭りでの開会宣言を行った際に、文法・語彙の両方において間違いだらけのバレンシア語を喋り、批判を浴びた。その中でも（春の）「陽気」を意味すると思われるエル・カロレー（El Caloret）は流行語になり（正しくはラ・カロレータ、La Caloreta）、カタルーニャ語圏のみならずスペイン全国で知られることになった。

### 上院議員

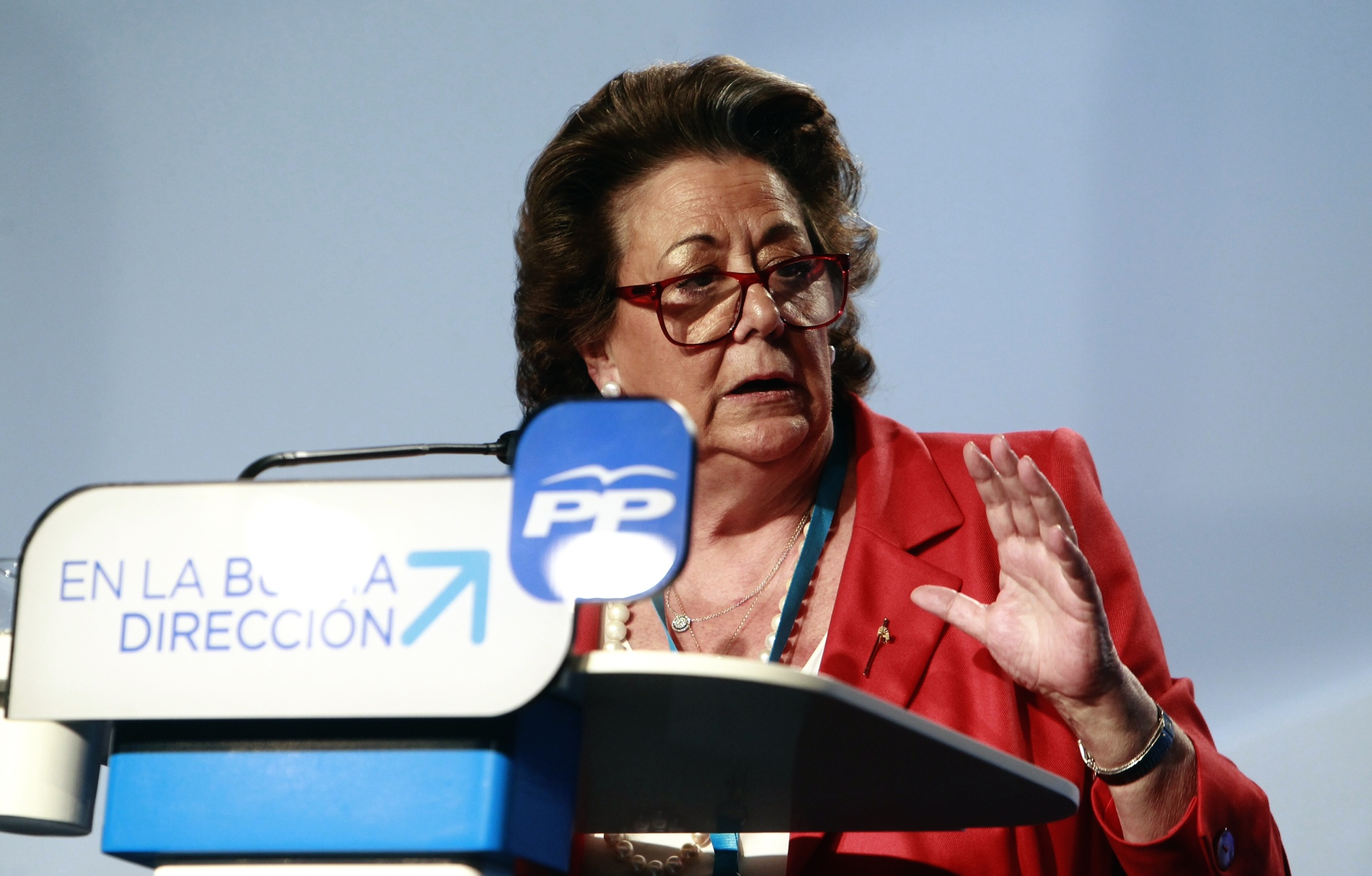
2014年のバルベラ

2015年5月24日のバレンシア市議会議員選挙で、バルベラが筆頭候補を務める国民党は10議席を獲得して第一党の座を維持した。しかし前回選挙からは10議席を失い、過半数の17議席に達しなかった。市長指名投票では左派が結集し、17票を獲得したジョアン・リボーが市長に指名された。10票だったバルベラは市長を退任した。2015年7月23日にはスペイン国会上院議員に就任した。2015年スペイン議会総選挙の結果選出されたのではなく、バレンシア州議会の指名によって選出されたものである。
2016年4月21日、調査裁判官はバルベラをマネーロンダリングの疑いでスペイン最高裁判所に起訴した。最高裁判所は9月13日に公式な調査を開始した。一般的にこれは起訴前の段階であり、国民党はバルベラに対して上院議員の辞職を求めたが、バルベラは国民党を離脱して無所属の上院議員となり、上院議員の辞職を拒否した。死去するまで、バルベラは国民党との交流や国民党の方針への投票をつづけた。
2016年11月23日、マドリードのホテル「ビリャ・レアル・デ・マドリード」滞在中に心臓発作を起こして死去した。11月21日には最高裁判所でマネーロンダリングについての証言を行ったばかりだった。